# Faleria
Faleria è un comune italiano di 2 008 abitanti della provincia di Viterbo nel Lazio.

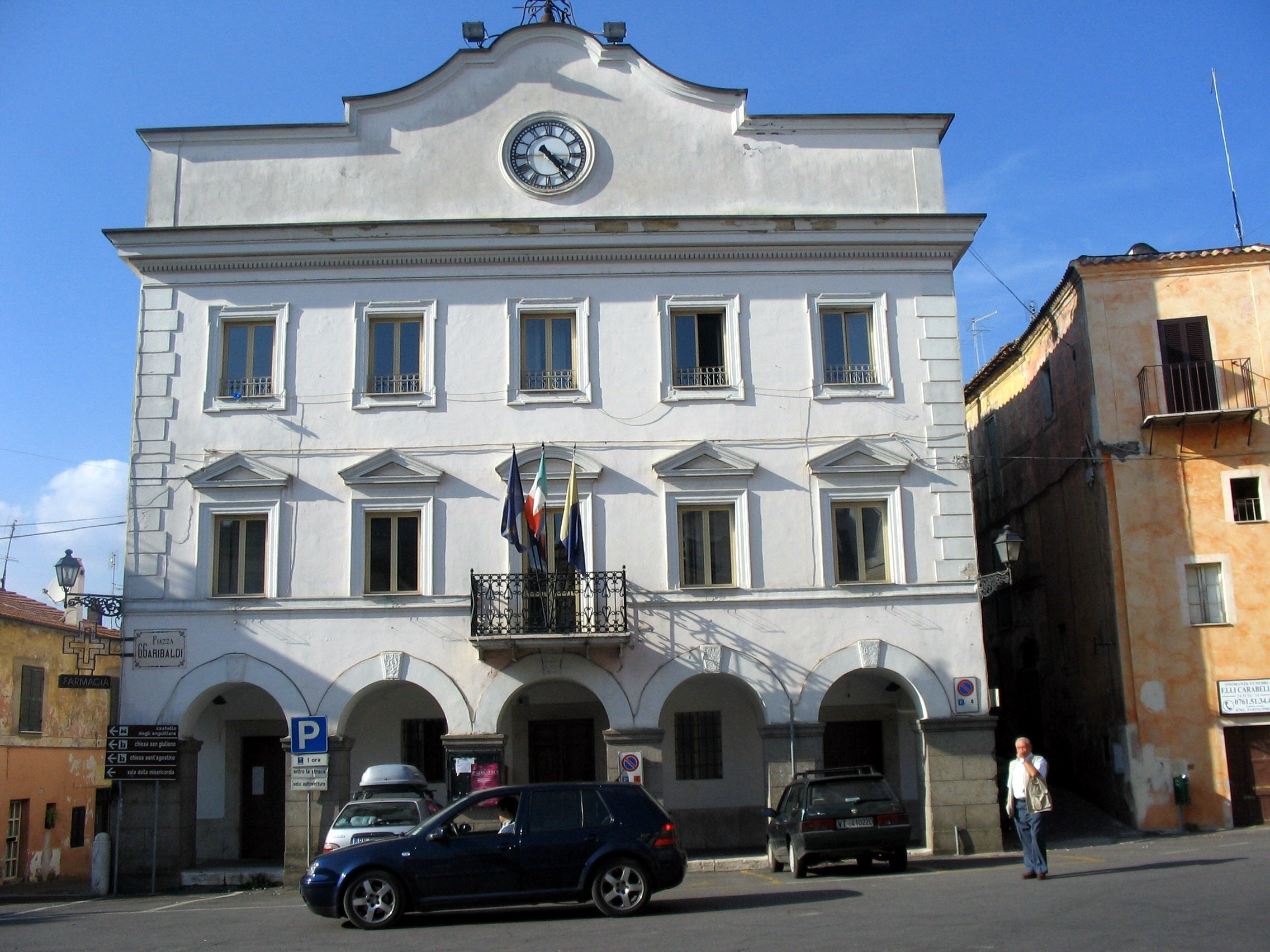
Municipio

## Geografia fisica

### Territorio
Il comune di Faleria, già Stabbia, sorge a circa 40 km da Roma a sinistra della via Flaminia, nel bacino idrografico della Valle del Tevere, tra i comuni di Rignano, Calcata e Civita Castellana, ad est la dorsale tiberina del Soratte, mentre dal lato opposto incorniciano l'orizzonte i monti Cimini e i Sabatini.
Il territorio comunale è attraversato dal fiume Treja anche se non fa parte dell'omonimo parco regionale, che dopo pochi chilometri confluisce nel fiume Tevere.

### Clima
Classificazione climatica: zona D, 1806 GR/G

## Storia
Ebbe anticamente il nome di Stabla, poi Stabbia o Stabia ed infine Castrum Stabie. La denominazione attuale è in vigore almeno dal 1873; recentemente è stato proposto il ritorno al vecchio nome.
L'esatta etimologia di Stabbia è ancora molto incerta, alcuni storici spiegano questo nome come derivato dal latino Stabulum nome di stazione posta lunga una strada etrusca o romana di cui oggi resta sulla via Flaminia la cosiddetta osteria di Stabbia. Altri studiosi invece attribuiscono il nome di Stabbia come derivato da Stabilis, cioè stabile per i suoi poderosi fortilizi e stabili fondamenta.
Il primo insediamento umano a Stabbia avvenne nel luogo della piccola ed interessante rocca tufacea della Rocchetta, situata sotto la Casaccia di Piè di Castello, all'interno della quale sono state ritrovate numerose tracce di insediamenti umani, alcuni dei quali risalenti all'età arcaica. Stabla è nominata inizialmente nelle bolle di Giovanni XIX e di Benedetto IX e quindi considerata come un feudo, infatti si ha notizia nel XIV secolo che Stabia era tassata per un consumo di 5 rubbia di sale a semestre, ma già al quel tempo apparteneva agli Anguillara, ai quali rimase fino al XVII secolo.

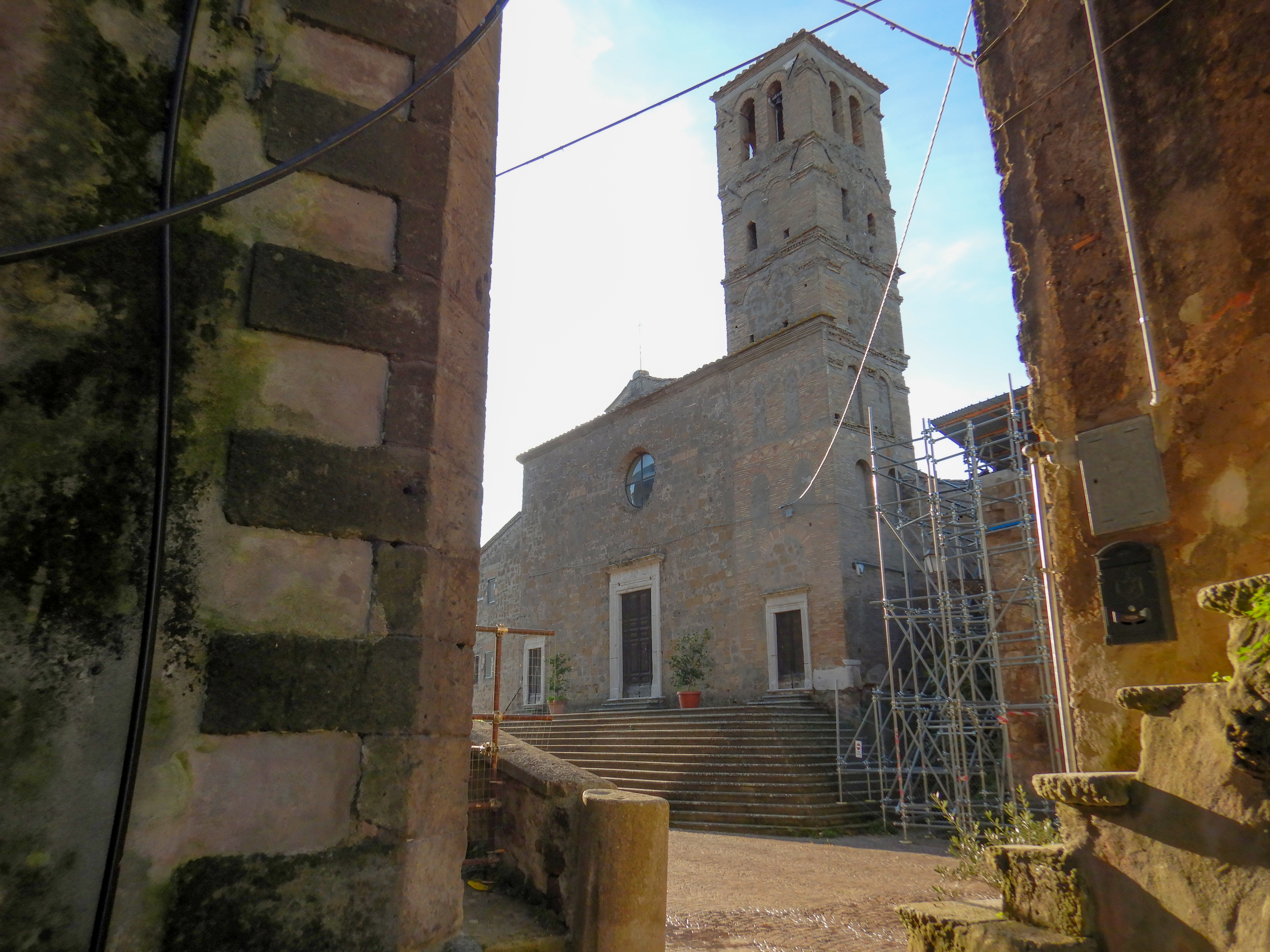
Chiesa di San Giuliano

Una data, il 1º novembre 1504, è famosa per la vicenda di Girolama Farnese, moglie di Giuliano Anguillara, che fu sospettata di aver tentato con i suoi amanti, di avvelenare il figlio Giuliano, e conseguentemente assassinata barbaramente dal figliastro GiovanBattista. Un'altra data importante è il 28 gennaio 1563, giorno in cui fu emanato un decreto di Everso Anguillara che stabiliva pene per chi tagliava “cerque”, perché “in breve tempo si resterebbe senza selve”.
Nel 25 giugno 1660 Stabia passò al principe Borghese, che la acquistò per 110.000 scudi. Le porte e la cinta muraria vennero abbattute nel 1900 per le nuove esigenze urbanistiche.

## Monumenti e luoghi d'interesse

### Architetture militari
Il Castello degli Anguillara ===

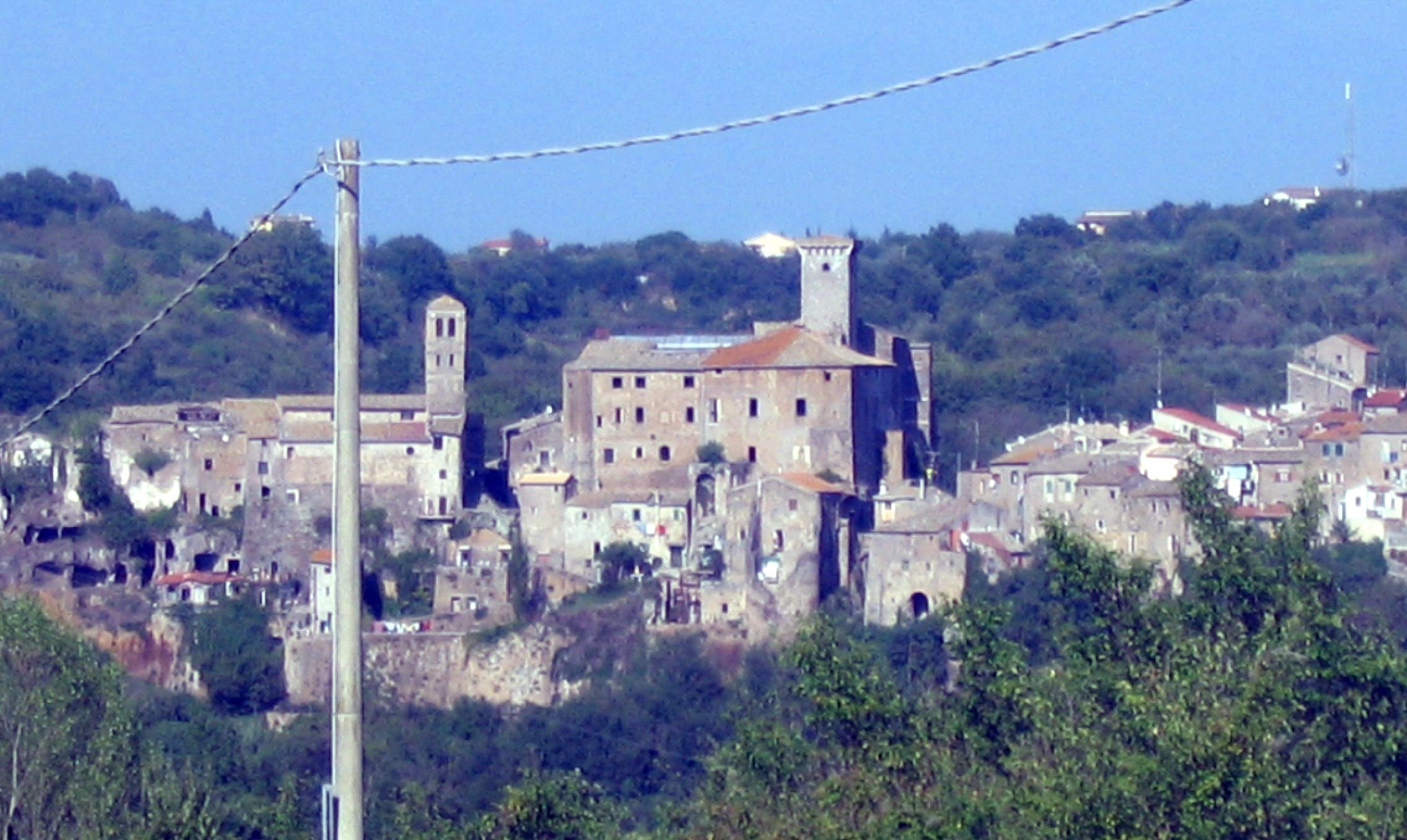
Al centro il castello Anguillara di Faleria

Non si hanno precise indicazioni sulla data di costruzione del primitivo Castello degli Anguillara, ma si può indicare con sufficiente sicurezza che esistesse già nel 1200. La magnificenza di questo Palazzo, fa capire quanto grande fosse la potenza di quest'antica Casata degli Anguillara. In più parti di questo magnifico fortilizio vi sono scolpite negli stemmi di marmo bianco le caratteristiche bisce incrociate. L'ingresso è nella Piazza della Collegiata e vi si accede per due larghe cordonate, alle cui basi emergono due grossi monconi di antiche colonne di granito egiziano. Si entra per un portone con arco di marmo e stemma della casata, avente un monogramma alla base.
Il portone conduce in un ampio cortile interno, con un artistico pozzo di travertino, posto ad un lato con gli stemmi degli Anguillara e di Casa Strozzi. Com'è ormai consuetudine per le opere artistiche di Faleria, il suddetto pozzo è stato recentissimamente rubato. Le carceri erano poste nell'ala destra del Palazzo, nel piano terra.
Nella parte rinascimentale del Castello, che si distingue nettamente da tutte le altre parti architettoniche, vi sono tre logge elegantemente in peperino, che si affacciano maestose e solenni sulla piazza della Chiesa. Questa parte del Castello è stilisticamente perfetta di tutto il complesso fabbricato, essa è caratterizzata da un'eleganza sobria ed insieme preziosa; la sua struttura ha un nitido rigore di austera monumentalità, le logge del piano nobile evidenziano la sobria compostezza della massa architettonica che raggiunge un perfetto equilibrio tra larghezza ed altezza sulla facciata dell'edificio. Nel 1330 tutto il castello era completamente merlato, molto più basso di quello attuale e possedeva quattro torrioni rotondi; successive trasformazioni gli hanno tolto progressivamente l'arcigno carattere di fortezza.
Castel Paterno
Molto importante nel panorama faleriano è il castello di Paterno. Si raggiunge seguendo una strada campestre che si distacca dalla via che a Faleria conduce da Civita Castellana subito dopo il muro di cinta del Cimitero. E proprio seguendo questa strada troverete i resti del castello, la cui storia risale all'XI secolo e nel quale finì la sua vita terrena Ottone III, imperatore del Sacro Romano Impero, nel 1002.
Il primo gennaio del 1002 Ottone si ritirò, ed il giorno 3 di quel mese moriva, forse di veleno propinatogli da una sua concubina Stefania, moglie di Crescenzio Patrizio Romano, fatto decapitare dall'Imperatore sugli spalti di Castel S. Angelo, perché ribelle alla sua priorità.
Il Castello dopo essere stato di S.Silvestro, poi del monastero di S. Lorenzo al Verano nell'anno 1244 e poi nei secoli XVI e XV fu della famiglia Anguillara.
Il Castello era già abbandonato nel secolo XVI, tanto che tra i confini di Stabbia, tra la convenzione del 1549 tra Flaminio ed Everso Anguillara, è nominato un terreno Castri diruti Paterno.
Anche se questo magnifico Castello è destinato a scomparire esistono ancora imponenti avanzi della cinta muraria ed una larga porta di accesso ad arco, l'antica posterula dei Sassoni. Occupa l'estremità di un'altura delimitata da due profondi fossi, alla loro confluenza nel Treia. Ha una pianta irregolare: il lato orientale è quasi del tutto crollato; quello sud preceduto da un fossato, si conserva soltanto nel settore orientale.
Mistiche ed antiche leggende faleriane narrano del tesoro dell'Imperatore che comprendeva una chioccia con sette pulcini d'oro.

## Società

### Evoluzione demografica
Abitanti censiti

## Economia
Di seguito la tabella storica elaborata dall'Istat a tema Unità locali, intesa come numero di imprese attive, ed addetti, intesi come numero addetti delle unità locali delle imprese attive (valori medi annui).
|         | 2015                  |                              |                            |                |                       |                     | 2014                  |                | 2013                  |                |
| ------- | --------------------- | ---------------------------- | -------------------------- | -------------- | --------------------- | ------------------- | --------------------- | -------------- | --------------------- | -------------- |
|         | Numero imprese attive | % Provinciale Imprese attive | % Regionale Imprese attive | Numero addetti | % Provinciale Addetti | % Regionale Addetti | Numero imprese attive | Numero addetti | Numero imprese attive | Numero addetti |
| Faleria | 83                    | 0,36%                        | 0,02%                      | 150            | 0,25%                 | 0,01%               | 86                    | 156            | 81                    | 146            |
| Viterbo | 23.371                |                              | 5,13%                      | 59.399         |                       | 3,86%               | 23.658                | 59.741         | 24.131                | 61.493         |
| Lazio   | 455.591               |                              |                            | 1.539.359      |                       |                     | 457.686               | 1.510.459      | 464.094               | 1.525.471      |

Nel 2015 le 83 imprese operanti nel territorio comunale, che rappresentavano lo 0,36% del totale provinciale (23.371 imprese attive), hanno occupato 150 addetti, lo 0,25% del dato provinciale (59.399 addetti); in media, ogni impresa nel 2015 ha occupato poco meno di due persone (1,81).

## Infrastrutture e trasporti
Faleria è collegata tramite la Strada Provinciale 79 Calcatese a Calcata.
Fra il 1906 e il 1932 la località era servita da una fermata della tranvia Roma-Civita Castellana, gestita dalla Società Romana per le Ferrovie del Nord (SRFN).

## Amministrazione
Nel 1874 Stabia cambia denominazione in Faleria.
Nel 1927, a seguito del riordino delle circoscrizioni provinciali stabilito dal regio decreto n. 1 del 2 gennaio 1927, per volontà del Governo Fascista, quando venne istituita la Provincia di Viterbo, Faleria passò dalla Provincia di Roma a quella di Viterbo.

## Sport

### Calcio
La principale squadra di calcio della città è il Faleria 1976, squadra che milita nel Campionato di Terza Categoria.